# Фирсов, Юрий Георгиевич
Юрий Георгиевич Фирсов (23 сентября 1933, Свердловск — 26 октября 1982, Свердловск) — советский хоккеист, нападающий.

## Биография
Сын Георгия Фирсова.
Выступал за команды «Динамо» Ленинград (1952/53), «Торпедо» Горький (1955/56), «Спартак» Свердловск (1956/57 — 1960/61), «Динамо» Свердловск (1961/62, 1963/64), «Уралец» Нижний Тагил (1962/63, 1964/65).
В классе «А» провёл шесть сезонов (1952/53, 1955/56, 1956/57 — 1957/58, 1959/60 — 1961/62).
Скончался 26 октября 1982 года, похоронен вместе с отцом на Широкореченском кладбище.